# Championnat d'Argentine de football 1958
Navigation
Saison précédente Saison suivante
La saison 1958 du Championnat d'Argentine de football est la 28e édition professionnelle de la première division argentine. Le championnat rassemble les 16 meilleures équipes du pays au sein d'une poule unique, où chaque club rencontre tous ses adversaires deux fois. En fin de saison, le dernier du classement sur les trois dernières saisons est relégué et remplacé par le vainqueur de la Segunda División.
C'est le Racing Club qui termine en tête du championnat et remporte le 13e titre de champion d'Argentine de son histoire.

## Les 16 clubs participants
| \| Buenos Aires La Plata Rosario \| Villes représentées lors de la saison 1958 |
| Buenos Aires La Plata Rosario                                                  |

- Boca Juniors
- San Lorenzo de Almagro
- Tigre
- River Plate
- Racing Club
- Independiente
- Rosario Central
- Lanús
- Gimnasia y Esgrima (La Plata)
- Huracán
- Vélez Sársfield
- Argentinos Juniors
- Estudiantes (La Plata)
- Atlanta
- Newell's Old Boys (Rosario)
- Central Córdoba (Rosario) - Promu de Segunda Division

## Compétition

### Classement
Le classement est établi en utilisant le barème suivant :
- Victoire : 2 points
- Match nul : 1 point
- Défaite, forfait ou abandon : 0 point

| Rang | Équipe                        | Pts | J  | G  | N  | P  | Bp | Bc | Diff |
| ---- | ----------------------------- | --- | -- | -- | -- | -- | -- | -- | ---- |
| 1    | Racing Club                   | 41  | 30 | 16 | 9  | 5  | 69 | 38 | +31  |
| 2    | Boca Juniors                  | 38  | 30 | 14 | 10 | 6  | 70 | 48 | +22  |
| 3    | San Lorenzo de Almagro        | 38  | 30 | 16 | 6  | 8  | 66 | 47 | +19  |
| 4    | Atlanta                       | 36  | 30 | 14 | 8  | 8  | 47 | 33 | +14  |
| 5    | River Plate T                 | 35  | 30 | 14 | 9  | 7  | 62 | 45 | +17  |
| 6    | Rosario Central               | 35  | 30 | 13 | 9  | 8  | 50 | 43 | +7   |
| 7    | Vélez Sársfield               | 34  | 30 | 13 | 8  | 9  | 50 | 47 | +3   |
| 8    | Independiente                 | 33  | 30 | 11 | 11 | 8  | 58 | 47 | +11  |
| 9    | Estudiantes (La Plata)        | 31  | 30 | 13 | 5  | 12 | 60 | 56 | +4   |
| 10   | Huracán                       | 27  | 30 | 12 | 3  | 15 | 46 | 51 | -5   |
| 11   | Central Córdoba (Rosario) P   | 27  | 30 | 12 | 3  | 15 | 57 | 65 | -8   |
| 12   | Argentinos Juniors            | 25  | 30 | 8  | 9  | 13 | 58 | 68 | -10  |
| 13   | Lanús                         | 25  | 30 | 8  | 9  | 13 | 58 | 70 | -12  |
| 14   | Gimnasia y Esgrima (La Plata) | 24  | 30 | 7  | 10 | 13 | 55 | 68 | -13  |
| 15   | Newell's Old Boys (Rosario)   | 17  | 30 | 4  | 9  | 17 | 29 | 56 | -27  |
| 16   | Tigre                         | 12  | 30 | 4  | 4  | 22 | 29 | 82 | -53  |

|  | Champion d'Argentine 1958                         |
|  | Relégation en Segunda División                    |
|  | T : Tenant du titre P : Promu de Segunda División |

- Tigre est relégué car il possède la plus mauvaise moyenne de points sur les trois dernières saisons (1956, 1957 et 1958).

## Bilan de la saison
| Tableau d'Honneur                   |                           |
| Compétition                         | Vainqueur                 |
| Championnat d'Argentine de football | Racing Club de Avellaneda |

| Promotions et relégations   |                         |
| Promu en Primera Division   | Club Ferro Carril Oeste |
| Relégué en Segunda Division | Club Atlético Tigre     |